# Helmuth Flammer
Helmuth Ernst Flammer (* 15. Oktober 1911 in Heilbronn; † 15. November 1980 in Mainz) war ein deutscher Chemiker. Er war von 1978 bis 1980 Präsident der Synode der Evangelischen Landeskirche in Württemberg.

## Leben und Beruf
Während seines Studiums, welches er mit einer Promotion zum Dr.-Ing. abschloss, engagierte er sich in der jugendbewegt-reformierten Verbindung Widar. Flammer war seit dem Tod seines Vaters Ernst Wilhelm Flammer im Jahr 1940 Inhaber der Flammer-Seifenwerke in Heilbronn. 1947 werden 63 Maschinen der Fabrik von den Siegermächten als Reparationsleistung demontiert. Von 1950 bis 1967 war er Mitglied und Vorsitzender des Vorstands des Arbeitgeberverbands Chemie sowie 1951 bis 1959 Vorstandsvorsitzender des Arbeitgeberverbands Heilbronn-Hohenlohe. 1959/60 war er Präsident des Rotary Clubs Heilbronn. 1967 wurde Flammer zum Vizepräsidenten der IHK Heilbronn-Franken und 1970 zum Präsidenten dieser Kammer gewählt. Dieses Amt übte er bis zu seinem Tod aus. Im Jahr 1970 erzielten die Seifenwerke Flammer einen Rekordumsatz. Da eine Marktanalyse dem Unternehmen jedoch keine Wettbewerbsfähigkeit auf dem künftigen Weltmarkt bescheinigte, legte Flammer den Betrieb noch im selben Jahr still. Flammer wird eine hohe familiäre Verbundenheit zu den Mitarbeitern nachgesagt, für deren Unterkommen an neuen Stellen bzw. Abfindungen er sich sehr engagierte.

## Kirchliches Engagement
1972 wurde Flammer in die 8. Landessynode der Evangelischen Landeskirche in Württemberg gewählt. Auch der 9. Landessynode gehörte er bis zu seinem Tod 1980 an. Zuletzt war er von der 9. Landessynode 1978 zum Präsidenten gewählt worden. Nach seinem überraschenden Tod übernahm der Landessynodale Heinz Schnotz seinen Platz ein. 1981 wurde dann Martin Holland als Nachfolger Flammers zum Präsidenten der 9. Landessynode gewählt.

## Familie
Flammers Großvater Ernst Flammer gründete 1871 mit Viktor Kraemer das Unternehmen Kraemer & Flammer, aus dem nach dem Ausscheiden Kraemers 1884 die Flammer-Seifenwerke hervorgingen, die sein Sohn Ernst Wilhelm Flammer (1872–1940) und dessen Sohn Helmuth Ernst Flammer fortführten. Aus der Ehe Helmuth Ernst Flammers mit seiner Frau Ruth geb. Ackermann (1921–2007) gingen eine Tochter und zwei Söhne hervor, darunter der Komponist und Musikwissenschaftler Ernst Helmuth Flammer (* 1949).

## Ehrungen
1978 erhielt Helmuth Flammer die Verdienstmedaille des Landes Baden-Württemberg.